# Sound Museum: Three Women
| Recensione           | Giudizio |
| -------------------- | -------- |
| Allmusic             | [ 1 ]    |
| Entertainment Weekly | A        |
| Robert Christgau     | [ 3 ]    |

Sound Museum: Three Women è un album discografico del musicista jazz statunitense Ornette Coleman pubblicato nel 1996 su etichetta Harmolodic/Verve.

## Registrazione
Il materiale che costituisce il disco fu registrato presso gli Harmolodic Studios di Harlem, New York, nel 1996. Il produttore delle sessioni fu Denardo Coleman, il figlio di Ornette.

## Tracce
- Tutte le composizioni sono di Ornette Coleman

1. Sound Museum - 4:54
2. Monsieur Allard - 2:47
3. City Living - 3:31
4. What Reason - 4:58
5. Home Grown - 3:24
6. Stopwatch - 2:31
7. Don't You Know By Now - 4:21
8. P.P. (Picolo Pesos) - 3:25
9. Women of the Veil - 4:49
10. Yesterday, Today & Tomorrow - 4:14
11. Biosphere - 4:23
12. European Echoes - 4:57
13. Mob Job - 4:21
14. Macho Woman - 2:40

## Formazione
- Ornette Coleman - sax alto, tromba, violino
- Geri Allen - pianoforte
- Charnett Moffett - contrabbasso
- Denardo Coleman - batteria
- Lauren Kinhan, Chris Walker - voce